# Patrik Vízek
Patrik Vízek (* 26. února 1993) je český fotbalový brankář, od roku 2012 hráč seniorské kategorie klubu FC Hradec Králové.

## Klubová kariéra

### FC Hradec Králové (+ hostování)
Je odchovancem mužstva FC Hradec Králové, kde začal svoji fotbalovou kariéru. V průběhu sezony 2012/13 se propracoval do seniorské kategorie, kde však zpočátku nastupoval za juniorku v tamní lize, kde kromě mladých hráčů nastupovali i starší fotbalisté, kteří neměli dostatečné vytížení v "áčku" či na farmě v celku SK Převýšov nebo hostoval v jiných klubech. Konkrétně v týmech TJ SOKOL Živanice, TJ Dvůr Králové nad Labem, FK Kolín.

#### Sezóna 2017/18
V létě 2017 se vrátil do "áčka" Hradce, kde doplnil brankářskou dvojici Jiří Lindr – Radim Ottmar. Ligový debut za A-mužstvo "Votroků" odehrál až ve 28. kole ročníku 2017/18 hraném 16. května 2018 v souboji s mužstvem MFK Vítkovice (remíza 1:1). Svoje první a jediné čisté konto za Hradce v této sezoně si připsal o devět dní později ve 30. kole, kdy vychytal všechny střelce klubu FC MAS Táborsko a se svými spoluhráči vyhrál 2:0 na hřišti soupeře. Celkem během roku odehrál tři ligová utkání.

#### Sezóna 2018/19
Na podzim 2018 působil na hostování ve Vysočině Jihlava. V ročníku 2018/19 nastoupil za Hradec Králové v lize opět ke třem střetnutím v a ve všech z nich nedostal gól. Postupně si na něj nepřišli střelci mužstev FK Ústí nad Labem (výhra 2:0), FK Pardubice (remíza 0:0) a FC MAS Táborsko (výhra 1:0).

#### Sezóna 2019/20
Své první ligové čisté konto v sezoně vychytal v prvním kole v souboji se Sokolovem (remíza 0:0) Podruhé a potřetí v ročníku nedostal branku 22. 6. 2019 v derby proti Pardubicím při remíze 0:0. a o pět dní později v souboji s klubem FC Sellier & Bellot Vlašim (výhra 1:0). Svůj čtvrtý shotout v sezoně 2019/20 zaznamenal 4. července 2020 ve 28. kole proti Ústí nad Labem a podílel se na vítězství 1:0. Popáté v ročníku vychytal čisté konto v ligové odvetě s Baníkem Sokolov. Během roku odehrál celkem devět ligových duelů.

#### Sezóna 2020/21
Svůj první shotout si připsal v ročníku 2020/21 26. 8. 2020 v souboji s Vlašimí, "Votroci" vyhráli doma 1:0. Další tři nuly v lize vychytal v rozmezí třetího až pátého kola proti týmům MFK Chrudim (výhra 1:0), FK Viktoria Žižkov (výhra 2:0) a FC Slavoj Vyšehrad (remíza 0:0). Na jaře 2021 po 23. kole hraném 8. května 2021 postoupil s Hradcem po výhře 2:1 nad Duklou Praha z prvního místa tabulky do nejvyšší soutěže, kam se "Votroci" vrátili po čtyřech letech.

### FC Vysočina Jihlava (hostování)
Před sezonou 2018/19 změnil v rámci druhé ligy zaměstnavatele, když odešel na půl roku hostovat do Vysočiny Jihlava. Premiérový zápas v dresu Vysočiny absolvoval 5. 10. 2018 v souboji s Chrudimí, kdy při domácím vítězství 2:0 vychytal shot out. Další čistá konta zaznamenal v následujících dvou kolech proti Viktorii Žižkov (výhra 1:0) a celku 1. SK Prostějov (výhra 1:0). Celkem zde na podzim 2019 odehrál čtyři duely v lize.